# Dolina
 Ovo je glavno značenje pojma Dolina. Za druga značenja pogledajte Dolina (razdvojba).
Dolina je izduženo udubljenje na Zemljinoj kori koje je uvijek otvoreno u pravcu otjecanja rijeke. Za nastanak doline ključno je udruženo djelovanje fluvijalnog i padinskih procesa.
Postoje različite vrste dolina. Prema obliku mogu biti jednostavne (kratke su) i složene (izmjenjuju se dolinska proširenja i suženja).